# Hudson Jet
Hudson Jet är en personbil, tillverkad av den amerikanska biltillverkaren Hudson Motor Car Company mellan 1953 och 1954.

## Hudson Jet
Den lilla fristående tillverkaren Hudson hade svårt att konkurrera med de tre stora, GM, Ford och Chrysler, som hade helt andra resurser att utveckla nya bilar i början av 1950-talet. Företagsledningen beslutade att istället utveckla en mindre bilmodell, där konkurrensen i praktiken bara utgjordes av Nash framgångsrika Rambler-modell. Hudson Jet, som introducerades 1953, hade självbärande kaross precis som de större Hudson-bilarna, men där de stora ”limporna” kännetecknades av en låg och bred kaross var Jet-modellen istället hög och smal. Den sexcylindriga motorn hade gammaldags sidventiler men med dubbla förgasare gav den bilen goda prestanda för tiden. Hudson erbjöd även en automatlåda inköpt från General Motors.
Försäljningen blev en besvikelse och därmed försämrades Hudsons ekonomiska problem ytterligare. 1954 övertogs företaget av Nash för att bilda American Motors Corporation. Året därpå ersattes Jet-modellen av en Rambler med Hudsons kylargrill.

## Hudson Italia

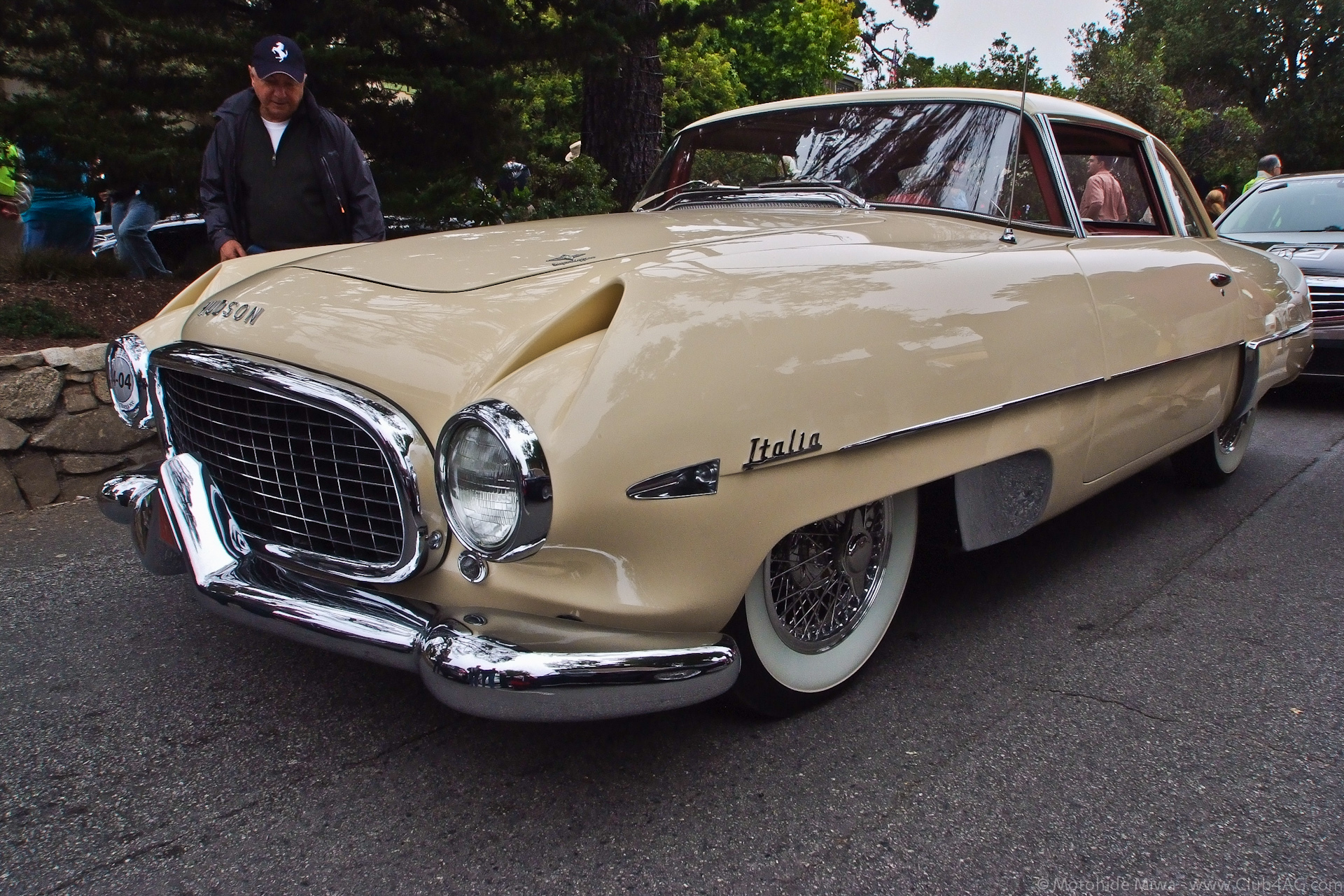
Hudson Italia

Hudsons chefsdesigner Frank Spring ritade en prototyp till framtida Hudson-modeller. För att väcka lite intresset för märket tillverkades 25 exemplar av den italienska karossbyggaren Carrozzeria Touring 1954. Bilen byggde på mekaniken från Jet-modellen men den kom för sent för att kunna ha någon inverkan på Hudsons framtid.

## Motorer
| Modell | Motor             | Cylindervolym | Effekt | Bränslesystem    |
| ------ | ----------------- | ------------- | ------ | ---------------- |
|        | 6-cyl radmotor sv | 3310 cm³      | 104 hk | Enkel förgasare  |
| Twin H | 6-cyl radmotor sv | 3310 cm³      | 114 hk | Dubbla förgasare |